# رنو ۷
رنو ۷ (Renault ۷) خودرویی است که در سال‌های ۱۹۷۴ – ۱۹۸۴تولید شده‌است. طراحی آن خودروهای موتور وسط-محور جلو بوده طول آن در حالت طبیعی ۳٬۸۹۰ میلیمتر (۱۵۳٫۱ اینچ)، عرض آن در حالت طبیعی ۱٬۵۲۵ میلیمتر (۶۰٫۰ اینچ)، ارتفاع آن در حالت طبیعی ۱٬۴۰۰ میلیمتر (۵۵٫۱ اینچ) و وزن آن در حالت طبیعی ۸۱۵ کیلوگرم (۱٬۷۹۷ پوند) است. 
رنو ۷ در واقع نسخه سدان رنو۵ است